# Apremont (Alto Saona)
 Apremont  es una comuna y población de Francia, en la región de Franco Condado, departamento de Alto Saona, en el distrito de Vesoul y cantón de Gray.
Su población en el censo de 1999 era de 362 habitantes.
Está integrada en la Communauté de communes Val de Gray.

## Demografía
| 1962                                                             | 1968 | 1975 | 1982 | 1990 | 1999 | 2004* |
| ---------------------------------------------------------------- | ---- | ---- | ---- | ---- | ---- | ----- |
| 354                                                              | 372  | 380  | 372  | 362  | 362  | 396   |
| Nombre retenu à partir de 1962 : Population sans doubles comptes |      |      |      |      |      |       |
| * Encuesta anual (nuevo método de cálculo censal)                |      |      |      |      |      |       |